# 16 Pułk Ułanów Wielkopolskich

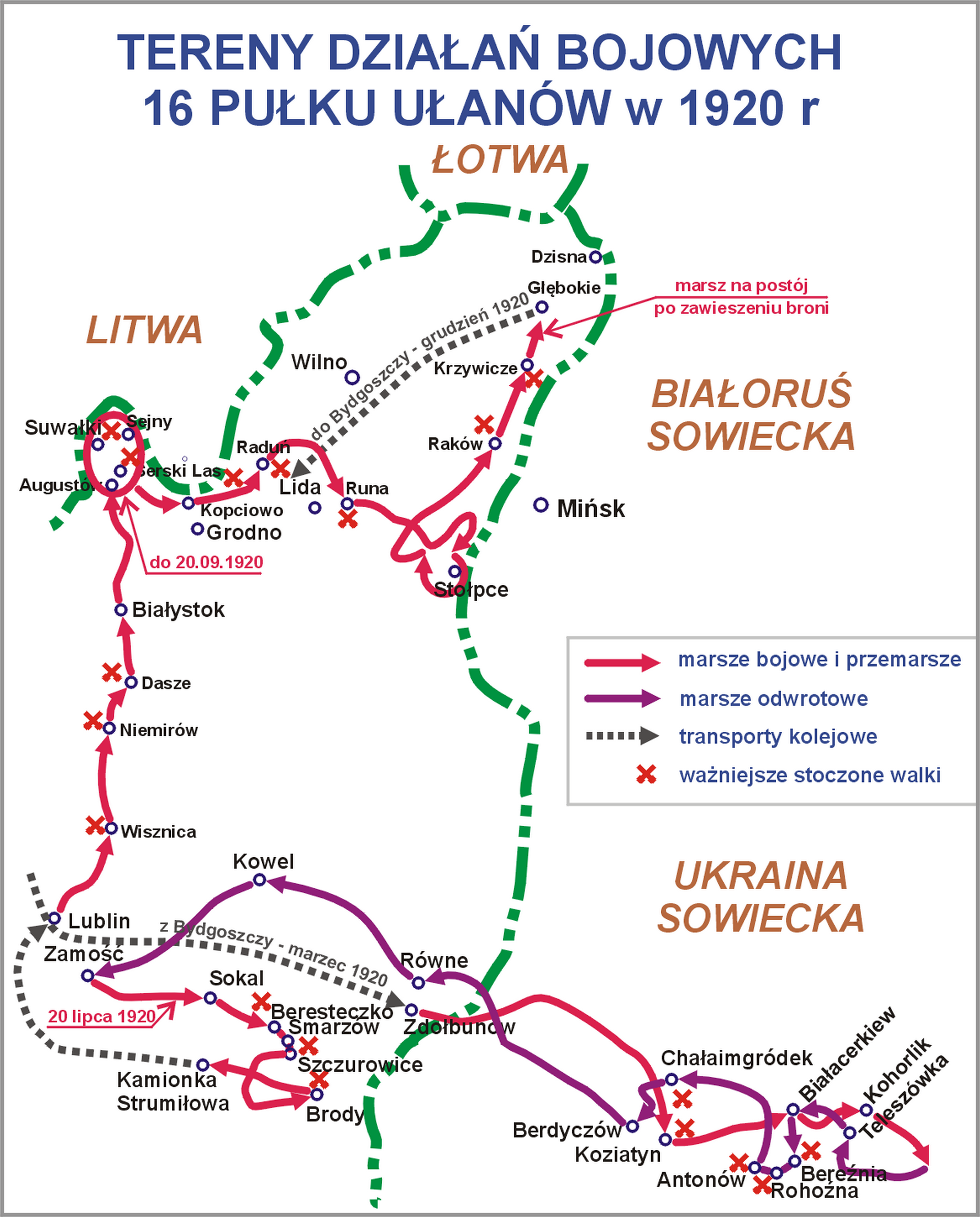
Tereny działania pułku w 1920

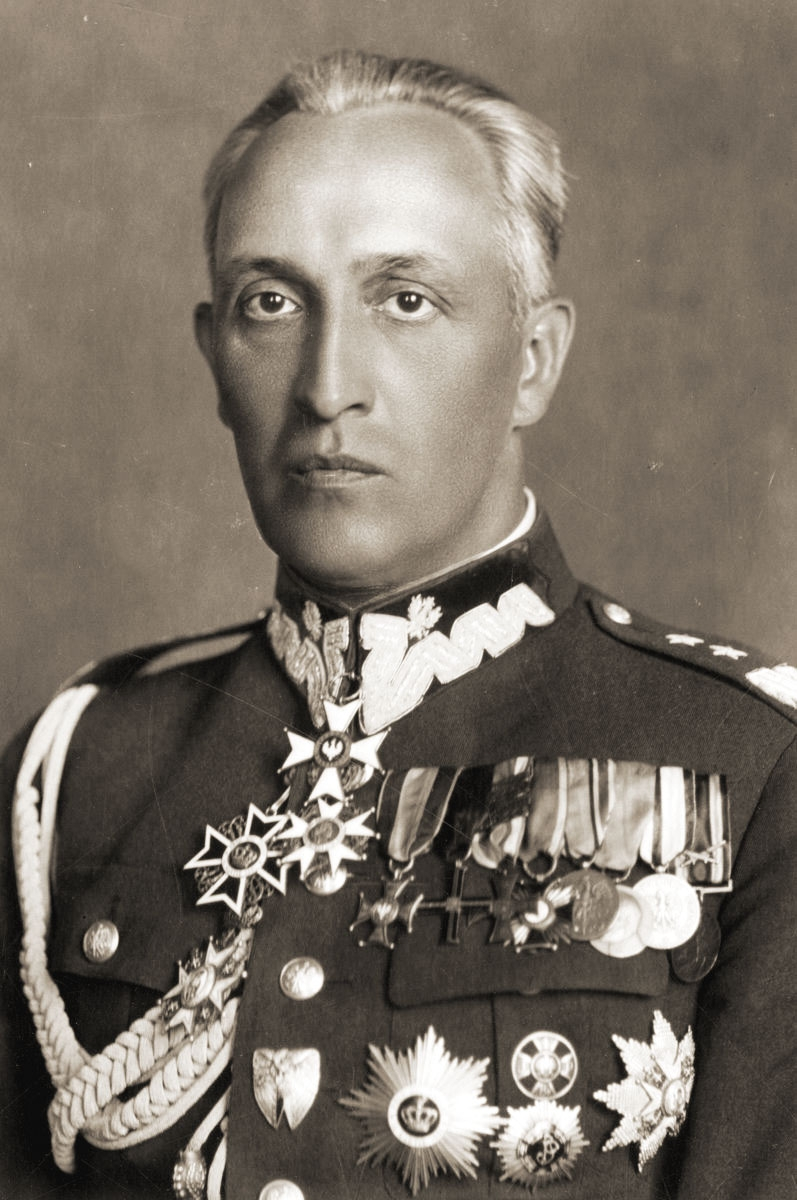
Gen. Gustaw Orlicz-Dreszer, patron 16 pułku Ułanów Wielkopolskich

16 Pułk Ułanów Wielkopolskich imienia generała dywizji Gustawa Orlicz-Dreszera (16 puł) – oddział kawalerii Armii Wielkopolskiej i Wojska Polskiego II RP.
Pułk sformowany został w 1919 jako 2 pułk Ułanów Wielkopolskich. W sierpniu dwa szwadrony liniowe pułku zostały użyte w działaniach na Froncie Przeciwniemieckim. W styczniu 1920 pułk wziął udział w operacji zajmowania Pomorza. Od marca 1920 walczył na frontach wojny polsko-bolszewickiej. Wziął udział w zagonie na Koziatyn oraz w późniejszych walkach na Ukrainie. Walczył pod Beresteczkiem i Brodami. W operacji warszawskiej osłaniał lewe skrzydło zgrupowania 1 Dywizji Piechoty Legionów, 4 Brygady Jazdy i Brygady Jazdy Ochotniczej mjr. Jaworskiego. W trzeciej dekadzie sierpnia, pod Milejczycami, rozbił sowiecką grupę artylerii ciężkiej. Następnie walczył z Litwinami na Suwalszczyźnie. W bitwie niemeńskiej wykonywał manewr obejścia sowieckiej 3 Armii w rejonie Druskiennik. W październiku w składzie Grupy „Mir" wykonywał zagon na Krzywicze.

## Formowanie - pułk w powstaniu wielkopolskim
W dniu 29 grudnia 1918 w miasteczku Lwówek i w majątku Posadowo, z inicjatywy plutonowego Wojciecha Świerczyka, hrabiego Stanisława Korzboka-Łąckiego i hrabiego Mieczysława Kwileckiego, powstał oddział jazdy złożony z Polaków, byłych kawalerzystów armii niemieckiej. Dnia 5 stycznia 1919 oddział w sile 33 szabel pod dowództwem plutonowego Wojciecha Świerczyka zameldował się u dowódcy Frontu Zachodniego, pułkownika Michała Milewskiego. W dniu 29 stycznia 1919 został przemianowany na szwadron jazdy Okręgu II. Stał się on kadrą dla formowanego od 29 maja w Biedrusku pod Poznaniem 2 pułku Ułanów Wielkopolskich.
Dnia 18 listopada 1919 przed poznańskim ratuszem ppłk Roman Pasławski otrzymał sztandar pułku, przedstawiający z jednej strony wizerunek Matki Boskiej oraz napis „Biały Sztandar – wzniosłe czyny”, a z drugiej – czerwony krzyż z białym orłem pośrodku. Sztandar ten, zakopany w czasie II wojny światowej, znajduje się obecnie w Muzeum Wojska Polskiego w Warszawie.
W dniu 24 stycznia 1920 pułk w pełnym składzie wkroczył do Bydgoszczy, która stała się dla niego miastem garnizonowym aż do końca jego istnienia. Stacjonował w koszarach przy ul. Szubińskiej. W związku z połączeniem Wojsk Wielkopolskich z Siłami Zbrojnymi Rzeczypospolitej pułk otrzymał nową numerację 16/2 pułk Ułanów Wielkopolskich. Dnia 9 marca 1920 pułk wyruszył na front wschodni, gdzie brał udział w walkach pod Bereźnem, Brodami, Jazłowczykiem i Szczurowicami, a w ostatniej fazie wojny - pod Białymstokiem, Wisznicami i Baszami.

### Mapy walk pułku

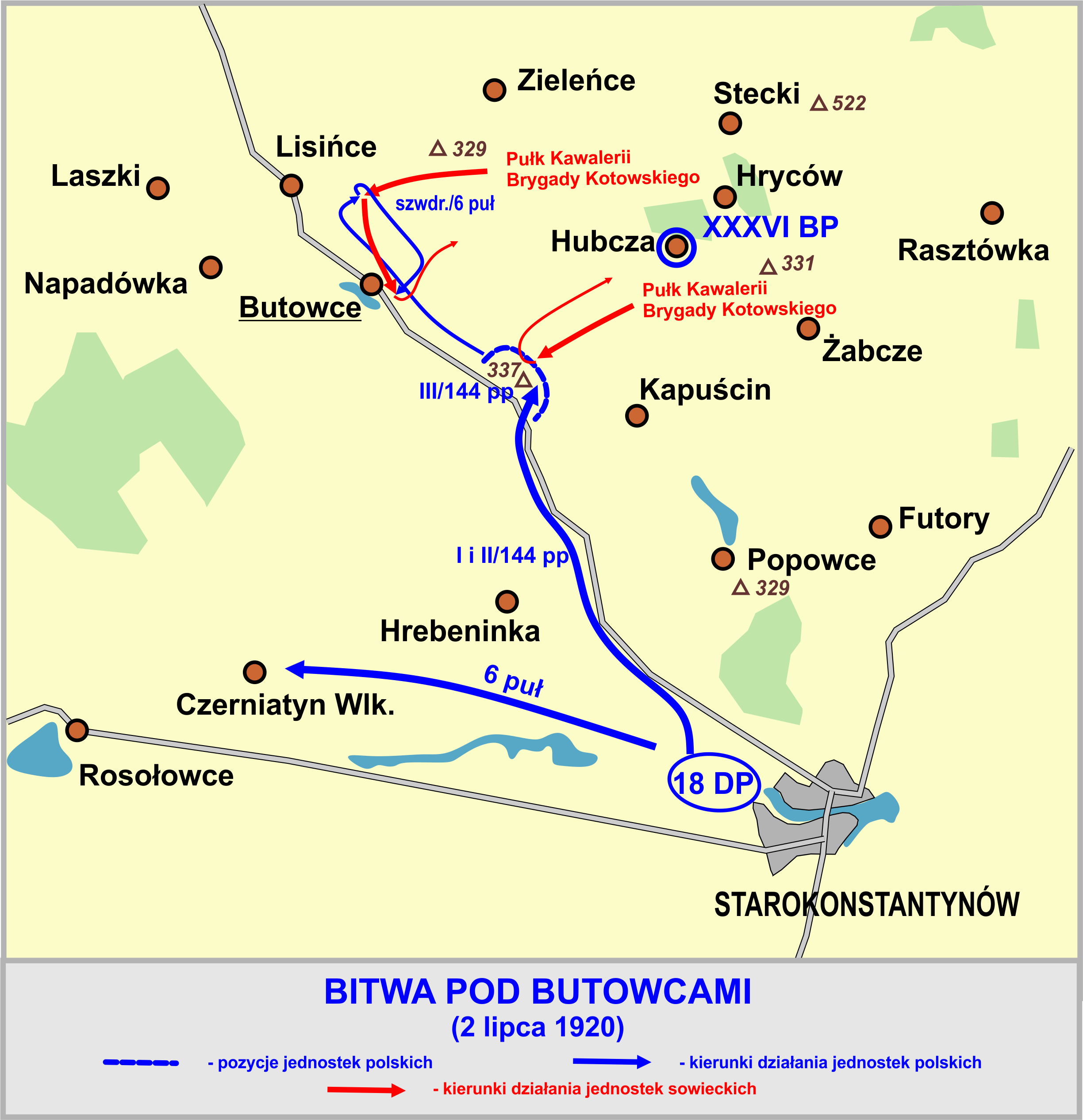
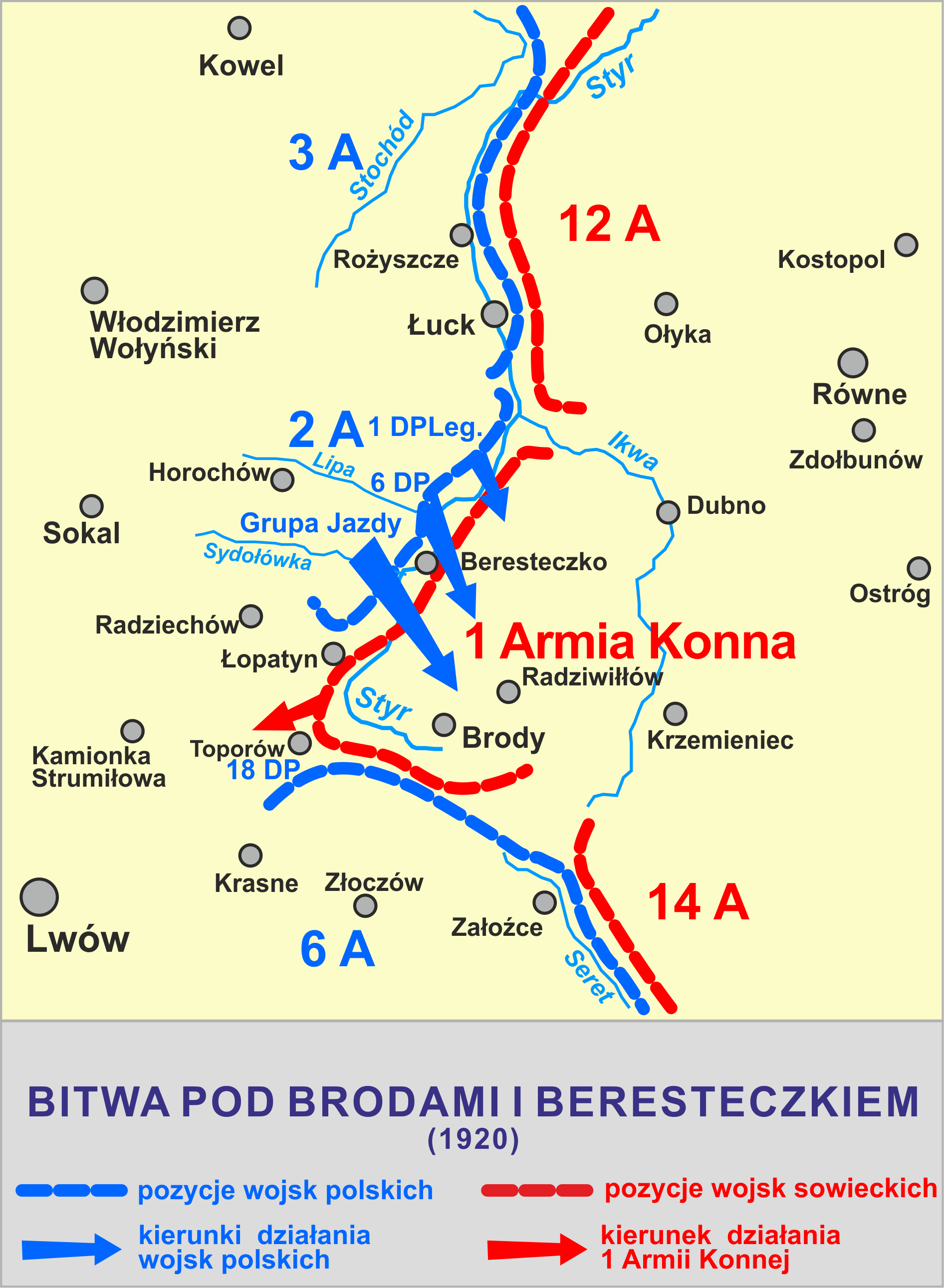
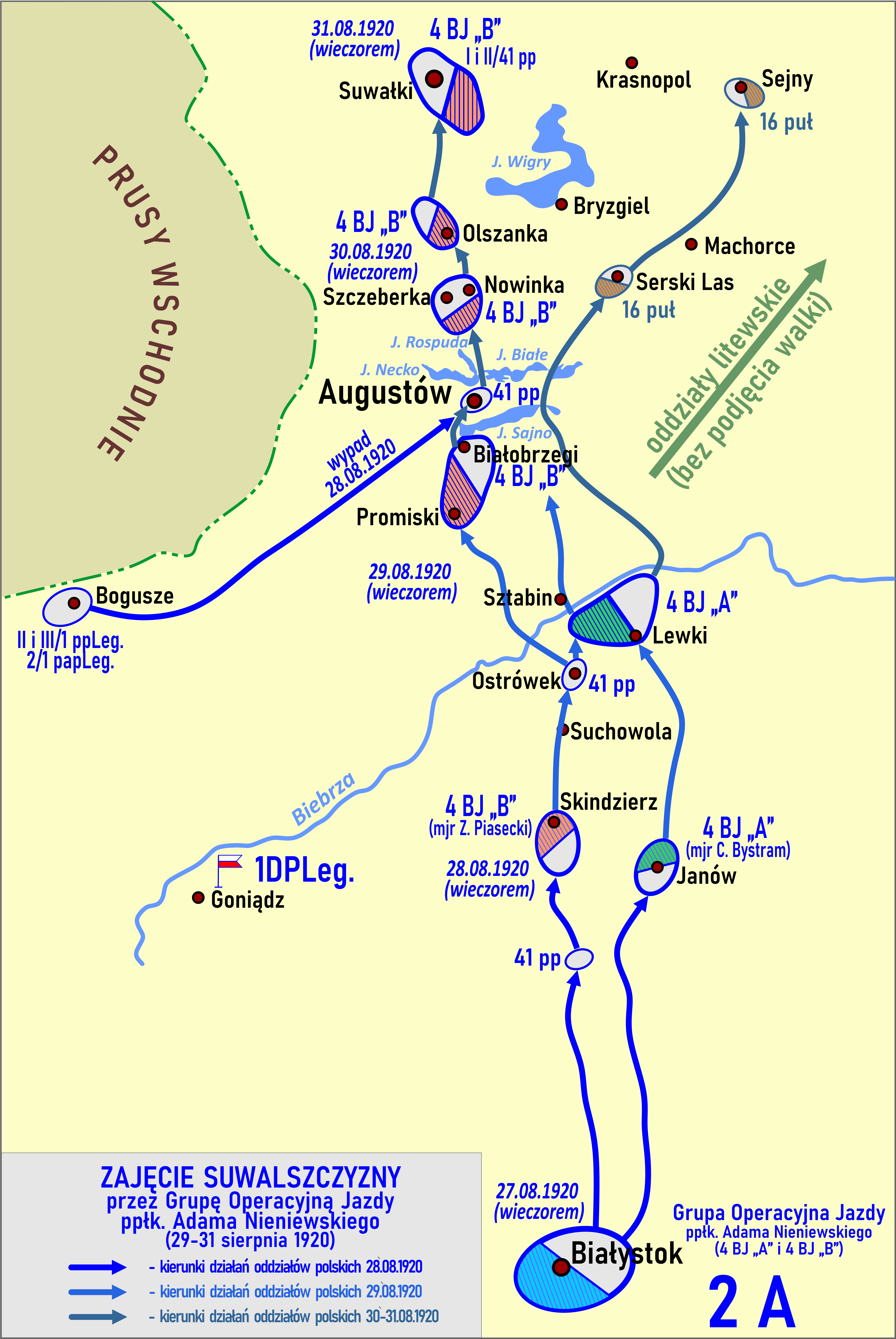
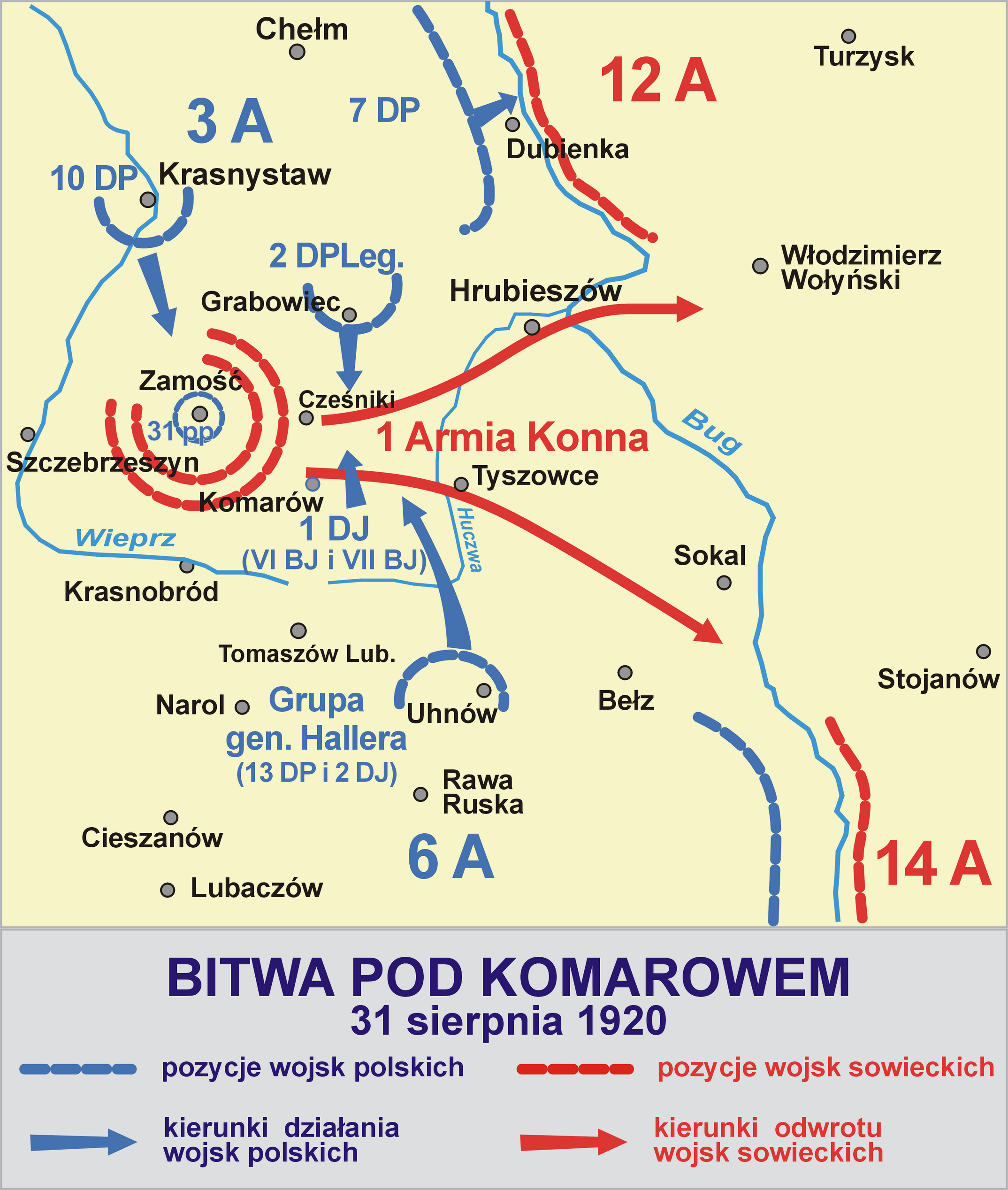
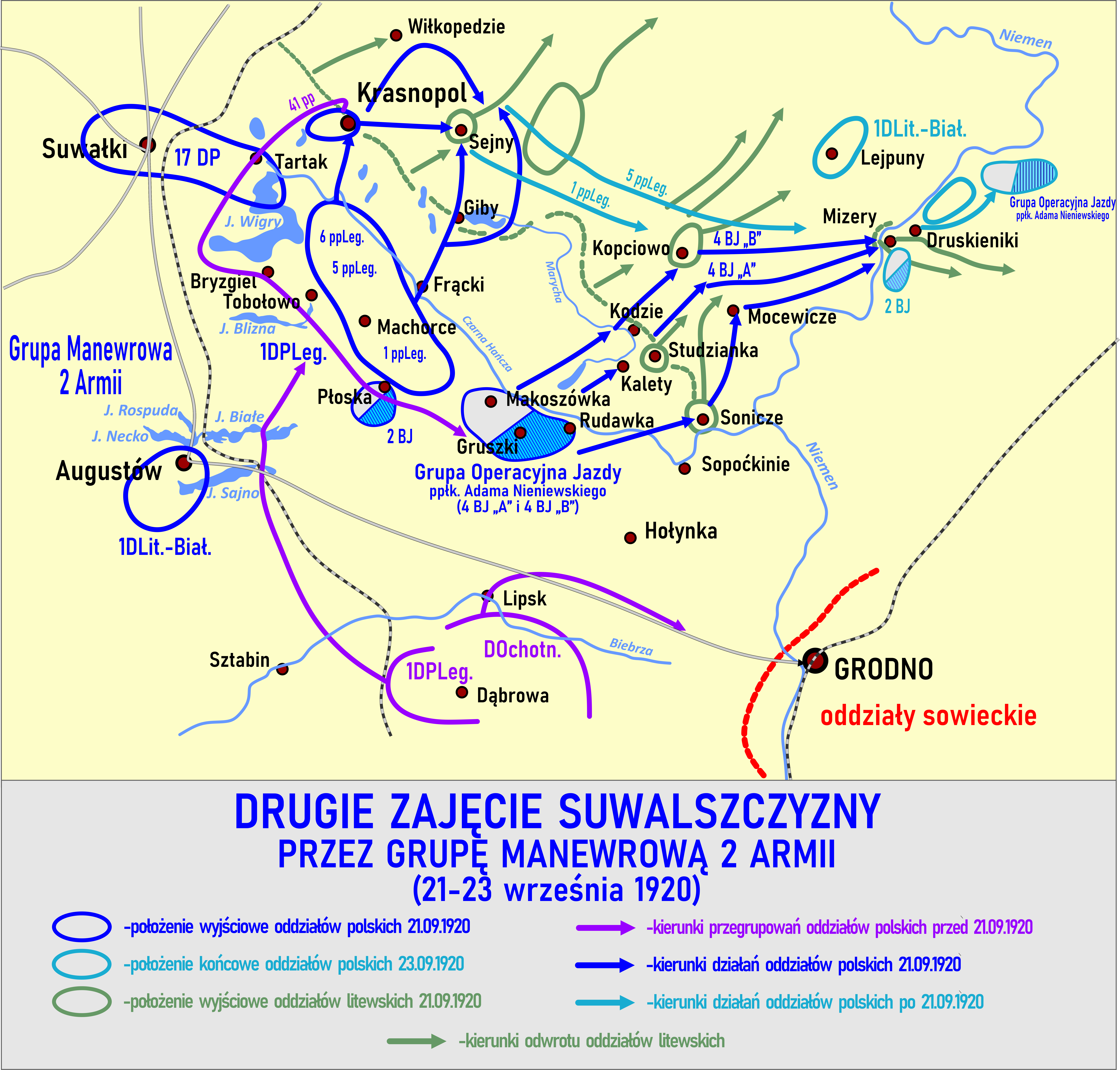
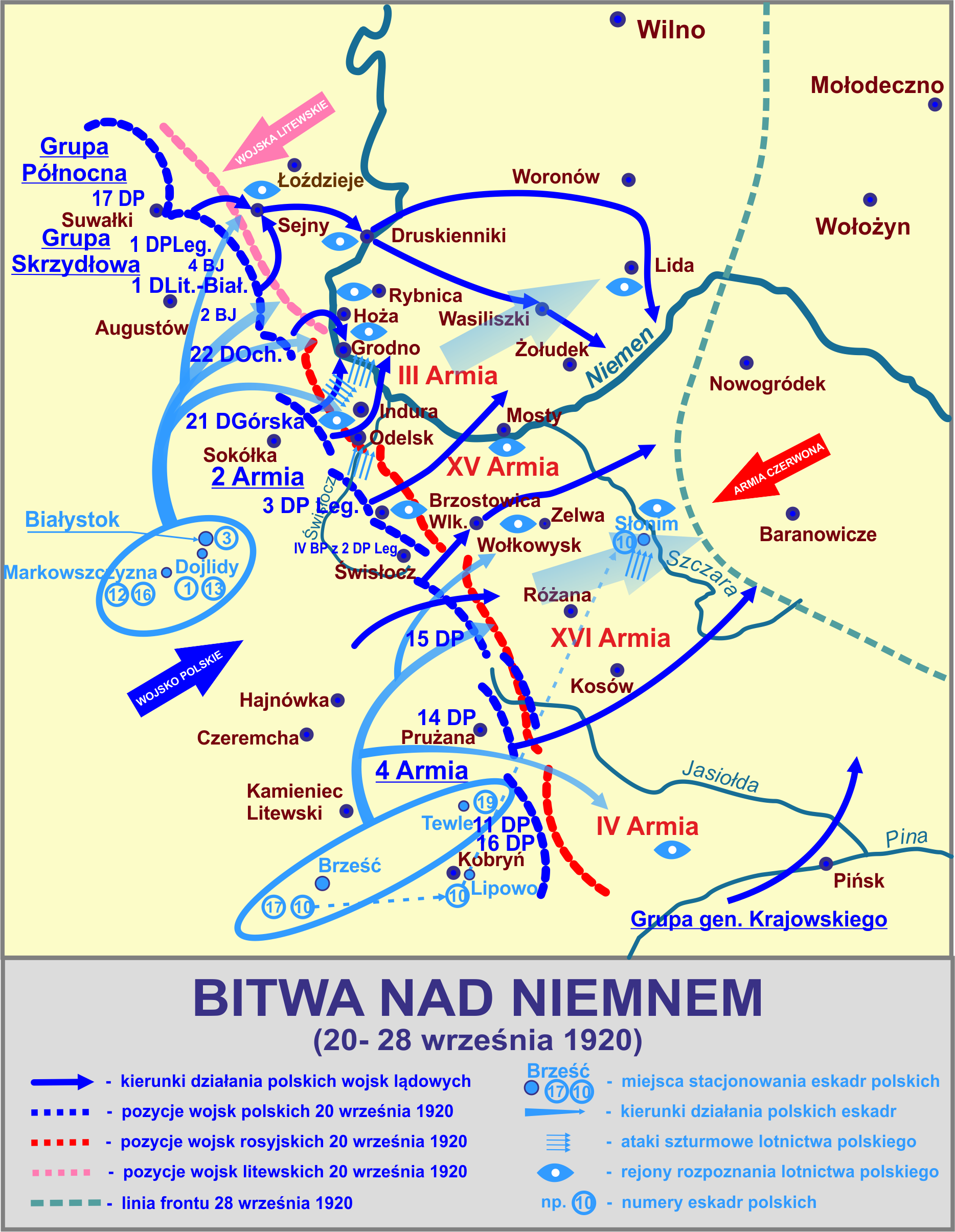

### Kawalerowie Orderu Virtuti Militari
| Żołnierze pułku odznaczeni Krzyżem Srebrnym Orderu Wojskowego Virtuti Militari za wojnę 1918–1920 | Żołnierze pułku odznaczeni Krzyżem Srebrnym Orderu Wojskowego Virtuti Militari za wojnę 1918–1920 | Żołnierze pułku odznaczeni Krzyżem Srebrnym Orderu Wojskowego Virtuti Militari za wojnę 1918–1920 |
| ------------------------------------------------------------------------------------------------- | ------------------------------------------------------------------------------------------------- | ------------------------------------------------------------------------------------------------- |
| mjr Ludwik Kmicic-Skrzyński                                                                       | mjr lek. Bajoński Jan                                                                             | rtm. Stefan Czarnecki                                                                             |
| rtm. Jan Slaski                                                                                   | rtm. Papara Kazimierz                                                                             | por. Chojecki Edmund                                                                              |
| por. Kazimierz Kosiarski                                                                          | por. Wiktor Mirny                                                                                 | ppor. Jan Bączkowski                                                                              |
| ppor. Górski Wincenty                                                                             | ppor. Juliusz Roman Heinzel                                                                       | ppor. Lubecki Stanisław                                                                           |
| ppor. Nieszkowski Edmund                                                                          | ppor. Jerzy Piaskowski                                                                            | ppor. Stefan Stablewski                                                                           |
| ppor. Sułocki Józef                                                                               | ppor. Wasiutyński Antoni                                                                          | ppor. Marceli Żółtowski                                                                           |
| chor. Teodor Mory                                                                                 | wachm. Juliusz Chłapowski                                                                         | wachm. Kołodziejski Edmund                                                                        |
| wachm. Walenty Poznański                                                                          | wachm. Bilski Ignacy                                                                              | plut. Witkowski Stefan                                                                            |
| plut. Szulc Franciszek                                                                            | plut. Pioszyk Józef                                                                               | plut. Handle Jan                                                                                  |
| plut. Burhart Maksymilian                                                                         | kpr. Cieszyński Szczepan                                                                          | kpr. Detlaff Józef                                                                                |
| kpr. Dyczek Józef                                                                                 | kpr. Kalota Kazimierz                                                                             | kpr. Przybył Jan                                                                                  |
| kpr. Rakoczy Stanisław                                                                            | kpr. Sprinter Franciszek                                                                          | kpr. Wojciechowski Jan                                                                            |
| st. uł. Knopp Jan                                                                                 | uł. Banasiak Andrzej                                                                              | uł. Opaliński Feliks                                                                              |
| uł. Garstka Józef                                                                                 | uł. Przybył Bolesław                                                                              |                                                                                                   |

## Pułk w okresie międzywojennym

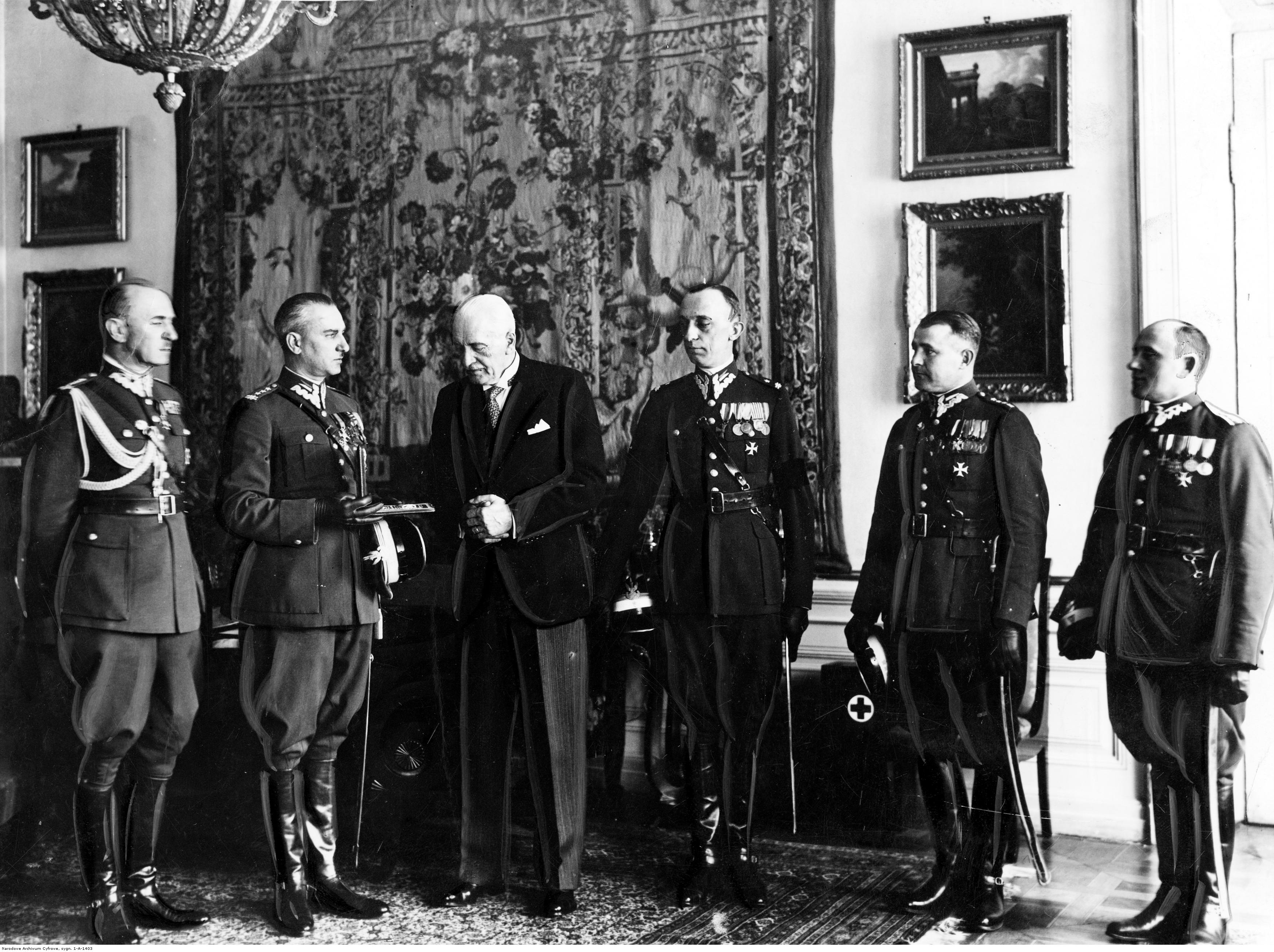
Wręczenie prezydentowi RP Ignacemu Mościckiemu odznaki pułkowej przez delegację 16 puł. 2 kwietnia 1935

25 listopada 1920, po zakończeniu działań wojennych, pułk wrócił do Bydgoszczy. 
Po przejściu na stopę pokojową wszedł w skład VII Brygady Jazdy. Od 1924, wraz ze zmianą terminu „jazda” na „kawaleria", podlegał dowódcy XIV Brygady Kawalerii, a następnie Brygady Kawalerii „Toruń". Od 24 kwietnia 1934 sztab brygady przeniósł swoją siedzibę do Bydgoszczy; zmieniła nazwę na Brygada Kawalerii „Bydgoszcz". Wiosną 1937 brygada ta została przeformowana w Pomorską Brygadę Kawalerii, a 16 pułk Ułanów Wielkopolskich pozostał w jej składzie.
19 maja 1927 roku Minister Spraw Wojskowych marszałek Polski Józef Piłsudski ustalił i zatwierdził dzień 26 lipca jako datę święta pułkowego. Pułk obchodził swoje święto w rocznicę boju pod Szczurowicami, stoczonego w 1920 roku.
31 grudnia 1937 roku Minister Spraw Wojskowych generał dywizji Tadeusz Kasprzycki nadał pułkowi nazwę „16 Pułk Ułanów Wielkopolskich imienia generała dywizji Gustawa Orlicz-Dreszera”.

### Koszary
Na miejsce formowania 2 pułku Ułanów Wielkopolskich wyznaczony został garnizon w Biedrusku. Tu z frontu przybył zorganizowany jeszcze w grudniu 1918 w Lwówku i Posadowie oddział konny, przemianowany w 1 szwadron nowo powstającego pułku. Na początku sierpnia dwa szwadrony wysłano na front, a w Biedrusku pozostały pododdziały złożone w większości z rekrutów. Wydzielone szwadrony powróciły do Biedruska 10 października, a 6 listopada sformowany już całkowicie pułk przekwaterowano do Poznania.

W Poznaniu 2 pułk ułanów zajął koszary opuszczone przez 1 pułk Ułanów Wielkopolskich i zajmował je do 30 listopada, czyli do czasu kiedy to wyruszył na Pomorze celem objęcia ziem przyznanych Polsce traktatem wersalskim. 29 stycznia 1920 przeszedł do Bydgoszczy, gdzie zajął poniemiecki kawaleryjski kompleks koszarowy. Przejęte budynki były w dobrym stanie, a jedynym poważniejszym mankamentem była niewykończona kuchnia stacjonarna, a większość pododdziałów musiała korzystać z kuchni polowych. 

Po odtworzeniu zdolności bojowej, 9 marca pułk odjechał na front do Małopolski Wschodniej. Do swojego garnizonu powrócił po zakończeniu działań bojowych 25 listopada 1920 i do 1939 kwaterował całością sił w jednym kompleksie koszarowym. Kwatery dzielił z 10 szwadronem pionierów i 8 szwadronem łączności.
Koszary przy ul. Szubińskiej 2 wybudowane zostały w 1884 dla 11 pułku dragonów. Po I wojnie światowej kompleks przejęło Wojsko Polskie. Głównymi obiektami były dwa, wykonane z muru pruskiego, bliźniacze bloki koszarowe usytuowane równolegle do ul. Szubińskiej. W pierzei tej ulicy znalazły się również dom mieszkalny dla podoficerów i wozownia. W głębi znajdowała się kuchnia ze stołówką-świetlicą i budynek biurowy, magazyn i wolnostojące ustępy. Plac apelowy otaczał zespół stajni i trzy kryte ujeżdżalnie. Za stajniami znajdował się ambulans weterynaryjny, kuźnia, stajnia kontumacyjna oraz strzelnica i boisko. Na wschód od koszar znajdowało się kasyno oficerskie.

Już w połowie lat 20. XX w. nieoficjalnie koszary nazywano imieniem księcia Józefa Poniatowskiego. 21 maja 1921 przy bramie głównej koszar wzniesiony został pomnik zaprojektowany przez ppor. rez. Ryszarda Jurkiewicza, a upamiętniający poległych w walkach żołnierzy pułku. 19 marca 1934, przed kasynem oficerskim, odsłonięto umieszczone na granitowym cokole brązowe popiersie marsz. Józefa Piłsudskiego, dłuta Olgi Niewskiej.
We wrześniu 1939 w Koszarach Poniatowskiego Niemcy urządzili obóz internowania. Od 1940 kwaterowało tu wojsko niemieckie.. Po wojnie koszary przejęło Wojsko Polskie, ale pogarszający się stan techniczny skutkował wyburzaniem kolejnych obiektów i wznoszeniem nowych w ich miejsce. Do dziś (2019) kompleks im. księcia Poniatowskiego przetrwał w stanie szczątkowym. Pozostał magazyn i budynek biurowy (być może budynek dowództwa i kwatermistrzostwa pułku), Budynek mieszkalny przekazany władzom cywilnym, natomiast w kasynie oficerskim (pl. Poznański 9) mieści się żłobek. Zniszczony w czasie wojny pomnik poległych zrekonstruowano. Stoi on przy bloku mieszkalnym przy ul. Romana Dmowskiego 2.

### Mobilizacja
24 sierpnia 1939 w 16 pułku ułanów w Bydgoszczy rozpoczęła się mobilizacja alarmowa w grupie żółtej w czasie od A+24 do A+42, 16 puł do etatów wojennych. Oprócz własnych pododdziałów w oparciu o pułk zmobilizowano też należące do Pomorskiej Brygady Kawalerii: 
- szwadron pionierów nr 10,
- 8 szwadron łączności,
- pluton sanitarny konny typ II nr 88[17].

Nadwyżki kadry i rezerwistów zostały odesłane 26 sierpnia do formującego się Ośrodka Zapasowego Pomorskiej BK w Garwolinie. 
| Pułk w planie mobilizacyjnym „S”      | Pułk w planie mobilizacyjnym „S” | Pułk w planie mobilizacyjnym „S” |
| Nazwa pododdziału                     | Termin                           | Miejsce mobilizacji              |
| ------------------------------------- | -------------------------------- | -------------------------------- |
| dowódca pułku z drużyną               | alarm                            | Bydgoszcz                        |
| pluton łączności                      | alarm                            | Bydgoszcz                        |
| 1÷4 szwadrony                         | alarm                            | Bydgoszcz                        |
| szwadron karabinów maszynowych        | alarm                            | Bydgoszcz                        |
| szwadron pionierów nr 108             | alarm                            | Bydgoszcz                        |
| szwadron kawalerii nr 45              | 7                                | Bydgoszcz                        |
| pluton ckm nr 45                      | 7                                | Bydgoszcz                        |
| szwadron samochodów pancernych nr 104 | alarm                            | Bydgoszcz                        |
| szwadron samochodów pancernych nr 114 | 4                                | Bydgoszcz                        |
| dowódca brygady nr 14                 | alarm                            | Bydgoszcz                        |
| Kwatera Główna nr 108 (I eszelon)     | alarm                            | Bydgoszcz                        |
| Kwatera Głowna nr 108 (II eszelon)    | 4                                | Bydgoszcz                        |
| poczta polowa nr 60                   | 4                                | Bydgoszcz                        |
| sąd polowy nr 108                     | 4                                | Bydgoszcz                        |
| uzupełnienie do czasu „W”             | 5                                | Bydgoszcz                        |
| kolumna taborowa nr 867               | 5                                | Bydgoszcz                        |
| kolumna taborowa nr 868               | 6                                | Bydgoszcz                        |
| szwadron marszowy 1/156 puł           | 18                               | Bydgoszcz                        |
| pluton marszowy nr 1/45               |                                  | Bydgoszcz                        |
| szwadron zapasowy                     | do 15                            | Bydgoszcz                        |

| Obsada personalna i struktura organizacyjna w marcu 1939 | Obsada personalna i struktura organizacyjna w marcu 1939 |
| Stanowisko                                               | Stopień, imię i nazwisko                                 |
| -------------------------------------------------------- | -------------------------------------------------------- |
| dowódca pułku                                            | płk Edmund Wacław Tarnasiewicz-Heldut                    |
| I zastępca dowódcy                                       | ppłk Julian Edwin Arnoldt-Russocki                       |
| adiutant                                                 | rtm. Józef Cetnerowski *                                 |
| naczelny lekarz medycyny                                 | mjr dr Józef Feliks Jonscher                             |
| lekarz weterynarii                                       | kpt. Henryk Jaskulski                                    |
| II zastępca dowódcy (kwatermistrz)                       | mjr Witold I Jabłoński                                   |
| oficer mobilizacyjny                                     | rtm. Czesław Dmochowski                                  |
| zastępca oficera mobilizacyjnego                         | por. Tadeusz Leonard Jaworski                            |
| oficer administracyjno-materiałowy                       | por. Jerzy Walenty Woszczyński                           |
| dowódca szwadronu gospodarczego                          | rtm. Józef Cetnerowski (*)                               |
| oficer gospodarczy                                       | kpt. int. Fryderyk Andrzej Honzatko                      |
| oficer żywnościowy                                       | chor. Teodor Mory                                        |
| dowódca plutonu łączności                                | por. Józef Irzeński                                      |
| dowódca plutonu kolarzy                                  | ppor. Stanisław Szczepkowski (*)                         |
| dowódca plutonu ppanc.                                   | por. Franciszek Wilhelm Liczmański                       |
| dowódca 1 szwadronu                                      | rtm. Józef Przeniewski                                   |
| dowódca plutonu                                          | por. Jerzy Marian Bukowski                               |
| dowódca 2 szwadronu                                      | rtm. Henryk Grudzień                                     |
| dowódca plutonu                                          | por. Henryk Konstantynowicz                              |
| dowódca plutonu                                          | ppor. Stanisław Szczepkowski (*)                         |
| dowódca 3 szwadronu                                      | rtm. Marian Wojaczek                                     |
| dowódca plutonu                                          | por. Zbysław Piotr Żaczek                                |
| dowódca plutonu                                          | ppor. Antoni Antoniewicz                                 |
| dowódca plutonu                                          | ppor. Jarosław Kazimierz Salmonowicz                     |
| dowódca 4 szwadronu                                      | por. Aleksander Zarębicki                                |
| dowódca plutonu                                          | por. Zbigniew Józef Giera                                |
| dowódca plutonu                                          | por. Zbigniew Izydor Trzebuchowski                       |
| dowódca plutonu                                          | ppor. Zenon Franciszek Alfred Rakowski                   |
| dowódca szwadronu km                                     | rtm. Zygmunt Dulski                                      |
| dowódca plutonu                                          | por. Zygmunt Władysław Bieganowski                       |
| dowódca plutonu                                          | por. kontr. Aleksander Kuźmiński                         |
| dowódca szwadronu zapasowego                             | rtm. Tadeusz II Jankowski                                |
| zastępca dowódcy                                         | vacat                                                    |
| na kursie                                                | por. Roman Teodor Pigłowski                              |
| na kursie                                                | ppor. Ludwik Dembek                                      |

## 16 puł. w kampanii wrześniowej

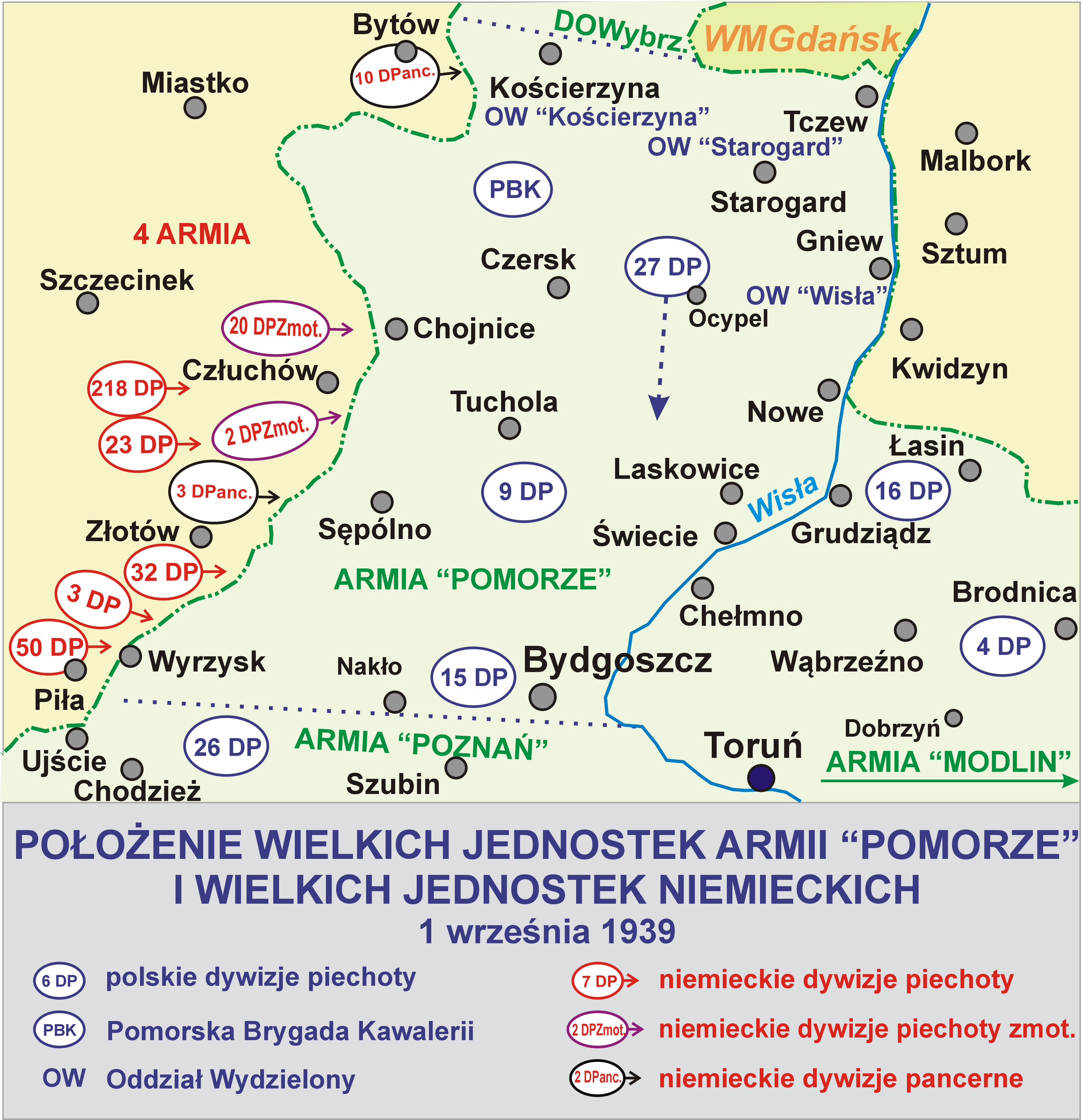
Pułk walczył w składzie PBK

### Działania bojowe
29 sierpnia skompletowany 16 pułk ułanów dotarł do rejonu Wiele, Lubnia. 1 pluton 1 szwadronu został przydzielony do Oddziału Wydzielonego „Kościerzyna”; pułk stanowił odwód Pomorskiej BK, we wcześniej osiągniętym rejonie. Początek wojny zastał pułk w okolicach Chojnic i Tucholi. Na rozkaz dowódcy brygady 2 szwadron zajął pozycje obronne w miejscowości Lubnia, a 3 szwadron w przesmyku jeziora Leśno. Przez cały dzień na odcinku pułku trwały starcia patroli. Nocą 1/2 września pułk przemaszerował do Czerska. Dalszy marsz pułk wykonał w dniu 2 września do rejonu Cekcyn-Kruszka. Po dotarciu we wskazany rejon, prowadzono rozpoznanie Tucholi i Bysławia, które zostały zajęte przez jednostki niemieckie; 2 szwadron zajął obronę pomiędzy jeziorami cekcyńskimi, wyrzucając wrogie patrole za Brdę, następnie zniszczył mosty na Brdzie w rejonie Tucholi. Wzmocniony 3 szwadron, rozkazem dowódcy Pomorskiej BK płk Adama Zakrzewskiego, został skierowany do miejscowości Dworzysko, celem ubezpieczenia brygady od strony Świecia; w miejscowości tej w trakcie obsadzania stoczył potyczkę z niemieckimi motocyklistami. Maszerujące siły główne pułku, bez 2 i 3 szwadronów, w kierunku Błądzimia, były atakowane przez lotnictwo niemieckie. Po dotarciu do tej miejscowości dowódca pułku wyznaczył dywizjon pod dowództwem mjr. Witolda Jabłońskiego w składzie 1, 4 szwadron i pozostałość szwadronu km oraz plutonu ppanc do osłony w szyku pieszym ustępującej piechoty z 9 Dywizji Piechoty. Po wykonaniu osłony dywizjon mjr. Jabłońskiego wycofał się w ślad za pozostałymi siłami pułku na postój nocny do rejonu wsi Krupocin, Franciszkowo.  
Nad ranem 3 września 16 pułk ułanów otrzymał rozkaz gen. bryg. Stanisława Grzmota-Skotnickiego osłaniania w miejscowości Bukowiec odwrotu Pomorskiej BK i piechoty w kierunku Bydgoszczy. Tym samym rozkazem 3 szwadron miał osłaniać Pomorską BK i piechotę we wsi Wielkie Łąki. Po dotarciu w rejon Bukowca rozpoznanie stwierdziło przemarsz niemieckiej jednostki pancerno-motorowej w kierunku zajętego przez pułk rejonu. Do pułku dołączyła 2 bateria 11 dywizjonu artylerii konnej. Szwadrony 1, 2, 4 i km pułku po spieszeniu się zajęły stanowiska bojowe; w odwodzie znalazł się szwadron kolarzy i pluton łączności. W godz. 8.00-12.00 16 pułk bronił pozycji przed natarciem grupy bojowej niemieckiej 3 Dywizji Pancernej ze wsparciem lotnictwa i artylerii. Po odparciu dwukrotnego natarcia broni pancernej, poniesieniu znacznych strat osobowych i sprzętowych oraz stracie wielu koni zabitych, rannych i spłoszonych ogniem artylerii i bombardowaniami lotniczymi, ok. godz. 12.00 szwadrony pułku wycofały się z rejonu Bukowca i straciły kontakt bojowy z wrogiem. W trakcie odwrotu pododdziały pułku wycofywały się w kilku grupach, scalając się po drodze w dwa zgrupowania dowódcy pułku ppłk Arnoldta-Russockiego i zastępcy mjr. Jabłońskiego. Na skutek ostrzału artylerii i ataków lotniczych, pułk poniósł dalsze straty. Oprócz 2 szwadronu i części szwadronu km, jednostki pułku ze względu na utratę koni maszerowały pieszo. Dołączył 1 pluton 1 szwadronu z OW „Kościerzyna”.  
Z uwagi na odcięcie drogi na Bydgoszcz, zgrupowania maszerowały na Świecie, ale po odcięciu i tej drogi odwrotu obie grupy maszerowały w kierunku Grupy i Grudziądza. W rejonie Grupy oba oddziały połączyły się i 16 pułk ułanów wszedł w skład improwizowanej grupy płk. dypl. Mikołaja Alikowa złożonej z okrążonych oddziałów wszystkich broni. 4 września od godzin porannych, wszystkimi szwadronami ułani wielkopolscy prowadzili walki o obóz ćwiczebny i stację kolejową w rejonie miejscowości Górna Grupa i Dolna Grupa. Z powodu opanowania przez wojska niemieckiego XIX Korpusu Armijnego gen. Guderiana Grudziądza i zniszczenia mostów, natarcie Grupy płk. Alikowa zostało w godzinach popołudniowych zaniechane. 16 pułk ułanów pod rozkazami dowódcy pułku ppłk. Arnoldta-Russockiego zebrał ok. 200 żołnierzy i podjął marsz lasami w kierunku Saratowic, szukając możliwości przeprawy przez Wisłę. Nocą 4/5 września i nazajutrz rano zgrupowanie 16 pułku prowadziło marsz i walki mające na celu przebicie się przez otaczające go jednostki wroga. 5 września w godzinach przedpołudniowych, na ostatniej zbiórce resztek pułku, dowódca pułku rozwiązał oddział i po podzieleniu na grupki polecił przedzierać się w kierunku na Bydgoszcz. Większość przedzierających się ułanów wielkopolskich trafiła do niewoli lub poległa. 
Dowódca 3 szwadronu, wzmocnionego cekaemami i armatką ppanc, rtm. Stanisław Mikosz, w Dworzysku, po utracie łączności z dowódcą brygady, stwierdził przemieszczające się kolumny pancerno-motorowe wzdłuż Wisły i odcięcie kierunku na Bydgoszcz. 3 szwadron przebił się w rejon Przechowa nad Wisłą, po drodze będąc atakowany z powietrza, zajął obronę tworząc przyczółek, z którego przy pomocy dwóch łodzi przeprawił przez rzekę dwa plutony swojego szwadronu. Rtm. Mikosz sam z resztą szwadronu podjął obronę przeprawy tocząc walkę z piechotą niemiecką. 6 września z pozostałością 3 szwadronu dostał się do niewoli. 
Od 3 września część plutonu ppanc z jego dowódcą wspierała 84 batalion piechoty z Kościerzyny, do którego dołączyła część szwadronu kolarzy 16 pułku ułanów i inne pododdziały piechoty. 84 batalion prowadził natarcie w kierunku Świecia; w godzinach popołudniowych zdobył Bukowiec niszcząc wiele pojazdów pancernych wroga przy pomocy armat przeciwpancernych oraz uwolnił jeńców. Na drodze przed Terespolem pododdziały 16 pułku zostały rozbite, a na skutek braku amunicji armaty ppanc zamilkły. Grupki tego oddziału dostały się do niewoli, ostatnia z por. Liczmańskim 9 września. Straty ułanów wielkopolskich 16 pułku wynosiły 40% stanu osobowego, czyli ok. 350 zabitych, rannych i zaginionych. 
Do pułku zbiorczego Pomorskiej Brygady Kawalerii w trakcie jego marszu w kierunku Kutna, dołączył oddział zwarty 3 szwadronu w składzie dwóch plutonów ułanów 16 pułku i pojedynczy żołnierze pod dowództwem ppor. Jarosława Salmonowicza i ppor. rez. Stanisława Feldmana, którzy przebili się wcześniej do Torunia. 
Ze składu kadry i wyposażenia 16 pułku Ułanów Wielkopolskich wywodził się dywizjon Kawalerii Dywizyjnej nr 15, który pod dowództwem mjr Jana Kazimierza Paszotta przeszedł szlak bojowy swojej macierzystej 15 DP od Bydgoszczy po Warszawę.

### Jednostki II rzutu mobilizacyjnego 16 pułku Ułanów Wielkopolskich.
27 sierpnia 1939 roku oddział zbierania nadwyżek (OZN) 16 pułku ułanów dowodzony przez rtm. Czesława Dmochowskiego przybył do stacji Pilawa, zajął wieś Puzanów Stary w pobliżu Garwolina i wszedł w skład OZ Pomorskiej BK. W ramach Ośrodka Zapasowego, z kadr i rezerwistów 16 pułku ułanów zmobilizowano 2 szwadrony konne, 3 spieszone oraz dwa plutony kolarzy. Z uwagi na potrzebę wzmocnienia obsady odcinków obronnych nad Wisłą, 5 września do Oddziału Wydzielonego „Brzumin” mjr. J. Jasiewicza, rtm. Dmochowski wysłał pieszy pluton ckm ppor. rez. Jerzego Glińskiego. Dodatkowo 6 września wysłał pluton konny plut. pchor. Stanisława Radomyskiego. Pluton ckm został zniszczony w obronie Wisły pod Brzuminem. Pluton konny przebił się i tocząc potyczki przez Sławatycze, Ratno i Małoryty udał się na wschód, gdzie 20 września jego dowódca rozwiązał pluton.

#### Dywizjon 16 puł. w OZ Pomorskiej BK
Do 10 września rtm. Czesław Dmochowski zorganizował Dywizjon Bojowy pod swoim dowództwem składający się z 6 plutonów liniowych konnych, półszwadronu kolarzy (dwa plutony) i plutonu ckm. 10 września dywizjon bojowy 16 pułku ułanów wymaszerował w kierunku Góry Kalwarii do wsi Mętne zajmując pozycje obronne. Z uwagi na brak kontaktu z wrogiem, z rozkazu dowódcy Zgrupowania Ośrodków Zapasowych (Pomorskiej, Mazowieckiej i Centrum Wyszkolenia Kawalerii) płk. Tadeusza Komorowskiego otrzymał rozkaz wejścia w skład Grupy Kawalerii ppłk. Edwarda Wani i przemarszu do Niecieplina i dalej do Radzynia Podlaskiego. W trakcie marszu 11 września doszło do pierwszej potyczki z niemiecką piechotą w majątku Dąbie nad rzeką Świder. 12 września podczas postoju w lasach bialskich był atakowany przez lotnictwo wroga. 14 września w pobliżu Wólki Zabłockiej w drodze na Lubartów rozbił grupę spadochroniarzy niemieckich. Następnie 15 i 16 września walczył z piechotą niemiecką pod Lubartowem, gdzie zluzował własny batalion piechoty, umożliwiając mu wycofanie się. 17 września odparł niemiecki atak na Rejowiec Fabryczny, a 18 września bronił mostu na rzece Wieprz w rejonie Borowicy. 21 września dywizjon został podporządkowany dowódcy 41 Dywizji Piechoty rez. i wraz z nią uczestniczył w walkach pod Cześnikami. W trakcie walk z oddziałami niemieckiego VII Korpusu Armijnego zdobył miejscowość Miączyn, w tym rejonie 22 września toczył zacięte walki, tracąc poległych 9 żołnierzy i wielu rannych. Zadał straty wrogowi w sile żywej ok. 40 zabitych, zniszczył 19 motocykli, 11 samochodów ciężarowych i 5 pojazdów pancernych.    
Następnie dywizjon wycofał się w kierunku Łabuń; po drodze dołączyły cztery plutony z dywizjonu II rzutu mobilizacyjnego 2 pułku szwoleżerów. 23/24 września 1939 roku, maszerując pomiędzy wojskami niemieckimi i sowieckimi, dywizjon dotarł do Suchowoli i wraz ze zgrupowaniem ppłk. Walentego Kurka od rana 24 września dwukrotnie w szyku pieszym prowadził natarcie na wojska niemieckie pod Krasnobrodem. 25 września prowadził walki mające za cel przerwanie okrążenia niemieckiego, sforsowanie rzeki Wieprz i zdobycie dominujących wzgórz na południe od niej. Dywizjon 16 pułku ułanów i podporządkowane mu pododdziały pod dowództwem rtm. Dmochowskiego przeszły do rejonu wsi Szopowo koło Józefowa. Tam, z uwagi na brak amunicji, żywności i skrajne zmęczenie, ppłk E. Wania rozwiązał zgrupowanie. Rtm. Dmochowski poprowadził dywizjon w rejon lasów bychawskich, gdzie dotarł 28 września. Ze względu na niecelowość dalszej walki, dowódca dywizjonu rozwiązał swój dywizjon zakopując broń, a ułanom konno polecił rozproszyć się.     

#### Oddział Zbierania Nadwyżek 16 puł.
W trakcie ewakuacji OZ Pomorskiej BK, po wydzieleniu żołnierzy uzbrojonych i wyposażonych w ramach dywizjonu bojowego rtm. Dmochowskiego, pozostałości nadwyżek mobilizacyjnych niekompletnie uzbrojone i niekompletnie umundurowane, orkiestra pułkowa, pozostałość taborów niebojowych pod dowództwem mjr. rez. Stefana Czarneckiego podążyły na południowy wschód kraju. 14 września nad rzeką Bystrzyca pododdziały grupy stoczyły potyczkę z niemieckim patrolem, biorąc jeńców, a 17 września  grupa stoczyła walkę z niemieckim pododdziałem rozpoznawczym, niszcząc 7 pojazdów wroga. Po walce, podczas odpoczynku w okolicznych lasach, grupa została zbombardowana przez lotnictwo niemieckie. Następnie przez Lubartów i Krasnystaw grupa marszowa dotarła do Zamościa i tam 27 września została rozwiązana. Niektóre grupy i tabory ośrodka maszerujące samodzielnie wzięły udział w składzie improwizowanych oddziałów w bitwie pod Tomaszowem Lubelskim. Tabor konny wraz z wyposażeniem kasyn dotarł do rejonu Włodzimierza Wołyńskiego i tam padł łupem Armii Czerwonej.           

#### Dalsze losy pozostałości i rozbitków 16 p uł.
Po rozwiązaniu i rozproszeniu 16 pułku ułanów w trakcie walk na Pomorzu, oprócz 1 i 2 plutonów 3 szwadronu, które dołączyły do pułku zbiorowego Pomorskiej BK, kilka grup przekroczyło Wisłę i podążyło w kierunku północno-wschodnim kraju, dołączając do jednostek Podlaskiej Brygady Kawalerii, w tym do 5 pułku ułanów i 9 pułku strzelców konnych. Część z por. Woszczyńskim i por. Konstantynowiczem (dowódcy szwadronów kolarzy i gospodarczego) utworzyła wraz z innymi rozbitkami 3 października 1939 r. improwizowany pułk kawalerii „Bohdan” mjr. Bohdana Dobrzyńskiego i uczestniczyła w jego szeregach w bitwie pod Kockiem. Łącznie w szeregach Podlaskiej BK znalazło się 100-150 żołnierzy I i II rzutu ułanów wielkopolskich z 16 pułku.    
Dywizjon bojowy II rzutu mobilizacyjnego 16 pułku Ułanów Wielkopolskich
- dowódca - rtm. Czesław Dmochowski[35]
- zastępca dowódcy por. Tadeusz Jaworski (jednocześnie dowódca półszwadronu kolarzy)
- adiutant dywizjonu - ppor. rez. Stanisław Skoroszewski
- dowódca 1 plutonu liniowego - ppor. rez. Andrzej Prądzyński
- dowódca 2 plutonu liniowego - ppor. rez. Norbert Mały
- dowódca 3 plutonu liniowego - ppor. rez. Bronisław Pigłowski (wcześniej do 2 IX dowódca II plutonu 2 szwadronu)
- dowódca 4 plutonu liniowego - por. rez. Stefan Łaszewski
- dowódca 5 plutonu liniowego - plut. pchor. Jan Głowiński
- dowódca 6 plutonu liniowego - plut. pchor. Stanisław Piwoński
- dowódca 1 plutonu kolarzy - ppor. rez. Dąbrowski
- dowódca 2 plutonu kolarzy - ppor. rez. Zenon Szumny
- dowódca plutonu ckm - por. rez. Kamiński
- szef dywizjonu - plut. Karol Baran

Za działanie bojowe nadano 45 Krzyży Walecznych.
| Struktura organizacyjna i obsada personalna we wrześniu 1939 | Struktura organizacyjna i obsada personalna we wrześniu 1939 |
| ------------------------------------------------------------ | ------------------------------------------------------------ |
| Dowództwo                                                    |                                                              |
| dowódca pułku                                                | ppłk Julian Arnoldt-Russocki                                 |
| zastępca dowódcy                                             | mjr Witold I Jabłoński                                       |
| kwatermistrz                                                 | rtm. Tadeusz Jankowski                                       |
| adiutant                                                     | rtm. Józef Cetnerowski                                       |
| oficer ordynansowy                                           | por. Zygmunt Bieganowski                                     |
| oficer informacyjny                                          | por. Roman Pigłowski                                         |
| oficer broni                                                 | ppor. Tadeusz Dembiński                                      |
| oficer żywnościowy                                           | chor. Teodor Mory †3 IX 1939                                 |
| płatnik                                                      | kpt. int. Fryderyk Honzatko                                  |
| lekarz                                                       | mjr lek. Józef Jonscher                                      |
| lekarz                                                       | por. Bolesław Januszewski                                    |
| lekarz weterynarii                                           | kpt. lek. wet. Henryk Jaskólski                              |
| dowódca pocztu sztandarowego                                 | ppor. Konstanty Szułdżyński                                  |
| wachmistrz szef                                              | st. wachm. Walenty Waszkowiak                                |
| kapelan                                                      | ks. kap. Dobromir Ziarniak                                   |
| dowódca taboru bojowego                                      | por. Henryk Gorzechowski                                     |
| dowódca szwadronu gospodarczego                              | por. Henryk Konstantynowicz                                  |
| szef kancelarii                                              | st. wachm. Henryk Tarczyński                                 |
| 1 szwadron                                                   |                                                              |
| Dowódca szwadronu                                            | rtm. Józef Przeniewski                                       |
| szef szwadronu                                               | st. wachm. Franciszek Walkowiak                              |
| dowódca plutonu                                              | por. Józef Bukowski                                          |
| dowódca plutonu                                              | ppor. Tadeusz Jaczyński                                      |
| dowódca plutonu                                              | ppor. Roman Morawski                                         |
| 2 szwadron                                                   |                                                              |
| Dowódca szwadronu                                            | rtm. Henryk Grudzień                                         |
| szef szwadronu                                               | st. wachm. Stanisław Zgorzelak                               |
| dowódca plutonu                                              | ppor. Stefan Amrogowicz                                      |
| dowódca plutonu                                              | ppor. Antoni Antoniewicz                                     |
| dowódca plutonu                                              | ppor. Bronisław Pigłowski                                    |
| 3 szwadron                                                   |                                                              |
| Dowódca szwadronu                                            | rtm. Stanisław Mikosz                                        |
| szef szwadronu                                               | wachm. Michał Ogór                                           |
| dowódca plutonu                                              | ppor. Stefan Salmonowicz                                     |
| dowódca plutonu                                              | ppor. Stanisław Feldman                                      |
| dowódca plutonu                                              | ppor. Bogdan Skrzydlewski                                    |
| 4 szwadron                                                   |                                                              |
| Dowódca szwadronu                                            | por. Aleksander Zarębicki                                    |
| szef szwadronu                                               | wachm. Aleksander Stieler                                    |
| dowódca plutonu                                              | ppor. Zenon Rakowski                                         |
| dowódca plutonu                                              | ppor. Ferdynand Malinowski                                   |
| dowódca plutonu                                              | wachm. Franciszek Stachowiak                                 |
| szwadron karabinów maszynowych                               |                                                              |
| Dowódca szwadronu                                            | rtm. Zygmunt Dulski                                          |
| szef szwadronu                                               | st. wachm. Stanisław Zielonka                                |
| dowódca plutonu                                              | por. Jan Trzebuchowski                                       |
| dowódca plutonu                                              | ppor. Tadeusz Trzciński                                      |
| dowódca plutonu                                              | ppor. Jan Sobiech                                            |
| szwadron kolarzy                                             |                                                              |
| Dowódca szwadronu                                            | por. Jerzy Woszczyński                                       |
| szef szwadronu                                               | wachm. Antoni Donimirski                                     |
| dowódca plutonu                                              | ppor. Stanisław Szczepkowski                                 |
| dowódca plutonu                                              | ppor. Franciszek Coppik                                      |
| dowódca plutonu                                              | plut. Aleksander Siemiątkowski                               |
| pododdziały specjalne                                        |                                                              |
| dowódca plutonu przeciwpancernego                            | por. Franciszek Liczmański                                   |
| dowódca plutonu łączności                                    | por. Józef Irzeński                                          |

Szwadron kawalerii dywizyjnej nr 15
Szwadron kawalerii dywizyjnej nr 15 został zmobilizowany w dniach 24-26 sierpnia 1939 z przeznaczeniem dla 15 Wielkopolskiej Dywizji Piechoty.
Organizacja wojenna i obsada personalna szwadronu:
- dowódca szwadronu – mjr kaw. Jan Kazimierz Paszotta (do 4 marca 1938 - Kazimierz Paszota-Panieński[37])
- zastępca dowódcy - ppor. kaw. Zbysław Żaczek
- oficer dyspozycyjny – ppor. Jan Winnicki
- dowódca I plutonu liniowego – ppor. rez. kaw. Franciszek Koczorowski
- dowódca II plutonu liniowego – ppor. rez. kaw. Bogdan Mieczkowski
- dowódca III plutonu liniowego – ppor. rez. kaw. Hubert Wiese
- dowódca IV plutonu liniowego – ppor. rez. kaw. Zbigniew Kamiński
- dowódca plutonu ckm – ppor. rez. kaw. Zygmunt Siekierski
- dowódca drużyny łączności - ?
- dowódca sekcji pionierów - ?
- szef szwadronu – wachm. Franciszek Glapa
- poczet dowódcy – kpr. Florian Mazurek

## Symbole pułkowe

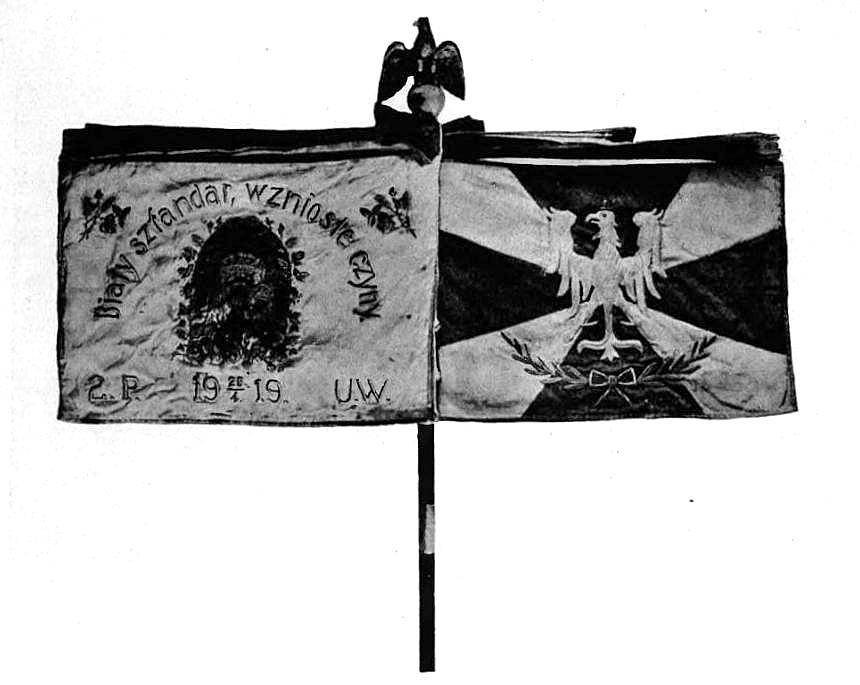
Sztandar pułku (przed 1934)

### Sztandar
19 listopada 1919 o godz. 11.00 na Placu Wolności w Poznaniu odbyła się uroczystość poświęcenia i wręczenia pułkowi sztandaru ufundowanego przez Koło Ziemianek Wielkopolskich na czele z paniami Józefą hrabiną Mielżyńską, Teodorą Dorą Mukułowską, Janiną Seydówną, Alicją hrabianką Tyszkiewiczówną i Janiną Wicherkiewiczówną. Po mszy polowej celebrowanej przez kapelana ks. Nikodema Kanikowskiego i homilii wygłoszonej przez  dziekana Okręgu Generalnego Poznań ks. Kazimierza Stankowskiego, odbyła się ceremonia wbicia gwoździ pamiątkowych i poświęcenia sztandaru przez prymasa Polski ks. Edmunda Dalbora. Sztandar z rąk fundatorek odebrał wiceminister byłej Dzielnicy Pruskiej, Leon Pluciński, i przekazał głównodowodzącemu Sił Zbrojnych Polskich w byłym zaborze pruskim. Generał piechoty Józef Dowbor-Muśnicki przekazał chorągiew dowódcy I Brygady Jazdy Wielkopolskiej, generałowi podporucznikowi Aleksandrowi Pajewskiemu, a ten z kolei dowódcy oddziału, pułkownikowi Romanowi Pasławskiemu. Dowódca pułku przekazał sztandar plutonowemu Świerczykowi, najstarszemu podoficerowi pułku, występującemu w charakterze sztandarowego. 

### Odznaka pamiątkowa
Pierwsza – niezatwierdzona – odznaka o wymiarach 37x35 mm ma kształt krzyża Virtuti Militari, którego ramiona zdobione są po brzegach granatowo-czerwoną emalią. Na ramionach krzyża wpisano numer i inicjał „16 U” oraz daty i napis „26 VII 1920 POZNAŃ V 1919”. Odznaka dwuczęściowa, wykonana w tombaku srebrzonym, na rewersie znak firmowy i nazwisko grawera Wabiański.
Odznaka kolejnego wzoru ma wymiary 54x43 mm i kształt krzyża o ramionach emaliowanych na biało z granatowym numerem pułku „16” i pąsowym inicjałem „U”. Między ramionami krzyża cztery stylizowane orły z napisami na półokrągłych tabliczkach „1809 TARNOPOL POZNAŃ 1919”. Odznaka dwuczęściowa, wykonana w tombaku srebrzonym, na rewersie znak firmowy i nazwisko wykonawcy W. Albiński. Autorem projektu odznaki był Jerzy Grobicki.
4 kwietnia 1925 roku Minister Spraw Wojskowych generał dywizji Władysław Sikorski zatwierdził wzór odznaki pamiątkowej 16 puł. Odznaka o wymiarach 40x40 mm ma kształt krzyża, którego ramiona zakończone są kulkami i pokryte białą emalią. W środku krzyża wpisano numer „16” pokryty granatową emalią oraz inicjał „U” emaliowany w kolorze pąsowym. Odznaka jednoczęściowa, wykonana w srebrze, na rewersie próba srebra i imiennik grawera WG – Wiktor Gontarczyk z Warszawy. Autorem projektu odznaki był również Jerzy Grobicki.

### Inicjały na naramiennikach
31 grudnia 1937 roku, w związku z nadaniem pułkowi nazwy, Minister Spraw Wojskowych zarządził noszenie przez żołnierzy 16 puł na naramiennikach kurtek i płaszczy, zamiast dotychczasowego numeru „16”, inicjałów „O. D.”. Dla oficerów i chorążych inicjały miały być haftowane nićmi metalowymi, oksydowanymi na stare srebro, natomiast dla pozostałych podoficerów i ułanów miały być wykonane z białego matowanego metalu. Równocześnie minister zezwolił podoficerom zawodowym na noszenie przy ubiorze pozasłużbowym inicjałów haftowanych.

### Barwy
W początkowym okresie istnienia pułk używał proporczyków białych z amarantową żyłką pośrodku. Rozkaz ministra spraw wojskowych z 3 sierpnia 1920 określił nowe barwy proporczyka na granatowo-białe z pąsową żyłką pośrodku. Próba zmiany tego rozkazu i przywrócenia pierwotnych barw nie przyniosła rezultatu.
| Proporczyk | Opis                                                      |
| ---------- | --------------------------------------------------------- |
|            | W 1920 roku proporczyk granatowo-biały z paskiem pąsowym  |
|            | Od 1927 proporczyk granatowo-biały ze szkarłatnym paskiem |
|            | proporczyk dowództwa w 1939                               |
|            | proporczyk 1 szwadronu w 1939                             |
|            | proporczyk 2 szwadronu w 1939                             |
|            | proporczyk 3 szwadronu w 1939                             |
|            | proporczyk 4 szwadronu w 1939                             |
|            | proporczyk 5 szwadronu ckm w 1939                         |
|            | proporczyk plutonu łączności w 1939                       |
| Inne       | Opis                                                      |
|            | Na czapce rogatywce – otok biały                          |
|            | Szasery ciemnogranatowe, lampasy białe, wypustka biała    |
|            | „Łapka” (do 1921) – karmazynowa                           |

### Żurawiejki
| Wśród taborów sieje grozę, To szesnasty pułk aus Posen.                   | Gdzie nas wiodło? Aż na Litwę, Znacie dobrze naszą sitwę.                 | Eleganccy, wszędzie znani, To bydgoscy są ułani.         |
| Piją z beczki, nie pijani, To bydgoscy są ułani.                          | Ten co psuje szyk ułański, To szesnasty pułk poznański.                   | Zawsze łasy na niewiasty, To ułanów pułk szesnasty.      |
| Po każdej zwrotce: Lance do boju,szable w dłoń, bolszewika goń, goń, goń! | Po każdej zwrotce: Lance do boju,szable w dłoń, bolszewika goń, goń, goń! | Lampas z gaci, koc z gałganów, To szesnasty pułk ułanów. |

## Wielkopolscy ułani

### Dowódcy i zastępcy dowódcy pułku
| Stopień, imię i nazwisko            | Okres pełnienia służby    | Kolejne stanowisko                 |
| Dowódcy pułku                       | Dowódcy pułku             | Dowódcy pułku                      |
| ----------------------------------- | ------------------------- | ---------------------------------- |
| ppłk Roman Pasławski                | od 29 V 1919              |                                    |
| mjr Wilhelm Światołdycz-Kisiel      | od 3 III 1920             |                                    |
| rtm. Stefan Czarnecki               | p.o. od 18 VI 1920        |                                    |
| rtm. Piotr Głogowski                | p.o. od 10 VII 1920       |                                    |
| mjr Ludwik Kmicic-Skrzyński         | od 16 VII 1920            |                                    |
| płk SG Włodzimierz Wołkowicki       | 26 III 1921 – 31 V 1924   |                                    |
| mjr SG Jerzy Grobicki               | p.o. od 10 VI 1924        |                                    |
| tyt. płk Rajmund Brzozowski         | 14 X 1924 - 12 III 1929   | dyspozycja dowódcy OK VIII         |
| ppłk kaw. Tadeusz Byliński          | 22 III 1929 - 27 III 1932 | Rejonowy Inspektor Koni w Brześciu |
| płk kaw. Edmund Heldut-Tarnasiewicz | 27 III 1932 – 15 VII 1939 |                                    |
| ppłk kaw. Julian Arnoldt-Russocki   | 15 VII - 5 IX 1939        |                                    |
| Zastępcy dowódcy pułku              |                           |                                    |
| rtm. Zygmunt Lecewicz               | od VII 1920               |                                    |
| ppłk kaw. Eugeniusz Grabowski       | 1924-1927                 |                                    |
| ppłk kaw. Tadeusz Byliński          | 1927 - 22 III 1929        | dowódca 16 puł                     |
| mjr kaw. Kazimierz Kosiarski        | 6 VII 1929 - VII 1930     | zastępca dowódcy 23 puł            |
| ppłk kaw. Julian Arnoldt-Russocki   | 5 VII 1930 - 15 VII 1939  | dowódca pułku                      |
| mjr dypl. kaw. Józef Makowiecki     | VII – 10 VIII 1939        |                                    |
| mjr kaw. Witold I Jabłoński         | 10 VIII – IX 1939         |                                    |

### Żołnierze 16 pułku ułanów - ofiary zbrodni katyńskiej
Biogramy ofiar zbrodni katyńskiej znajdują się między innymi w bazach udostępnionych przez Ministerstwo Kultury i Dziedzictwa Narodowego oraz Muzeum Katyńskie.
| Nazwisko i imię     | stopień              | zawód              | miejsce pracy przed mobilizacją | zamordowany |
| ------------------- | -------------------- | ------------------ | ------------------------------- | ----------- |
| Dmitrijuk Eugeniusz | kapitan rezerwy      | lekarz weterynarii | praktyka w Postawach            | Katyń       |
| Honzatko Fryderyk   | kapitan              | żołnierz zawodowy  | płatnik pułku                   | Katyń       |
| Karaśkiewicz Alfons | podporucznik rezerwy | lekarz             | praktyka w Sierakowicach        | Charków     |
| Kwilecki Mieczysław | porucznik rezerwy    |                    | wł. dóbr Gosławice              | Charków     |
| Penno Emil          | podporucznik rezerwy | ziemianin          | wł. majątku Świątkowice         | Charków     |

## Pamięć o pułku
Tradycje 16 pułku ułanów sięgają czasów napoleońskich i Księstwa Warszawskiego. Pułk 7 Jazdy Galicyjsko-Francuskiej sformowany w Tarnopolu na Podolu przez płk. Marcina hr. Tarnowskiego został przemianowany w dniu 28 grudnia 1809 na Pułk 16 Ułanów. Na miasto garnizonowe dla tego pułku wyznaczono Lublin.
Do tradycji pułku nawiązywał sformowany w Słupsku 16 pułk zmechanizowany. Po reorganizacji pułku tradycje przejęła 7 Brygada Zmechanizowana, a teraz kultywuje je 7 Pomorska Brygada Obrony Wybrzeża. 
W 1958 roku powstało Koło Przyjaciół 16/2 Ułanów Wielkopolskich im. gen. dyw. Gustawa Orlicz - Dreszera w Bydgoszczy, które aktywnie rozpowszechnia i kultywuje tradycję pułku. Istnieje także Jeździecki Klub Sportowy Czarna Podkowa, który czynnie bierze udział w uroczystościach Patriotycznych oraz różnych rekonstrukcjach w barwach 16 Pułku Ułanów Wielkopolskich.

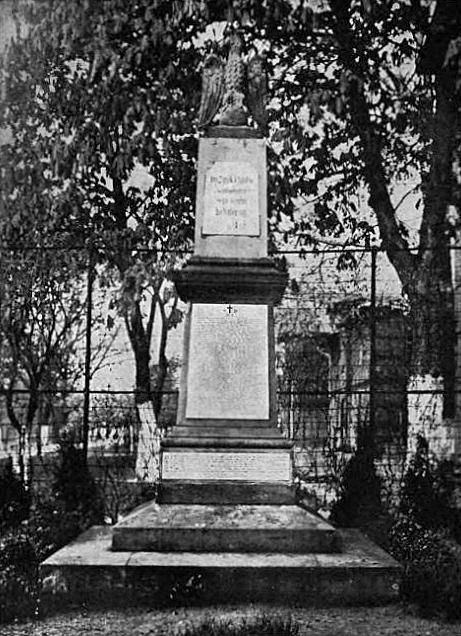
Pomnik poległych żołnierzy pułku (przed 1934)
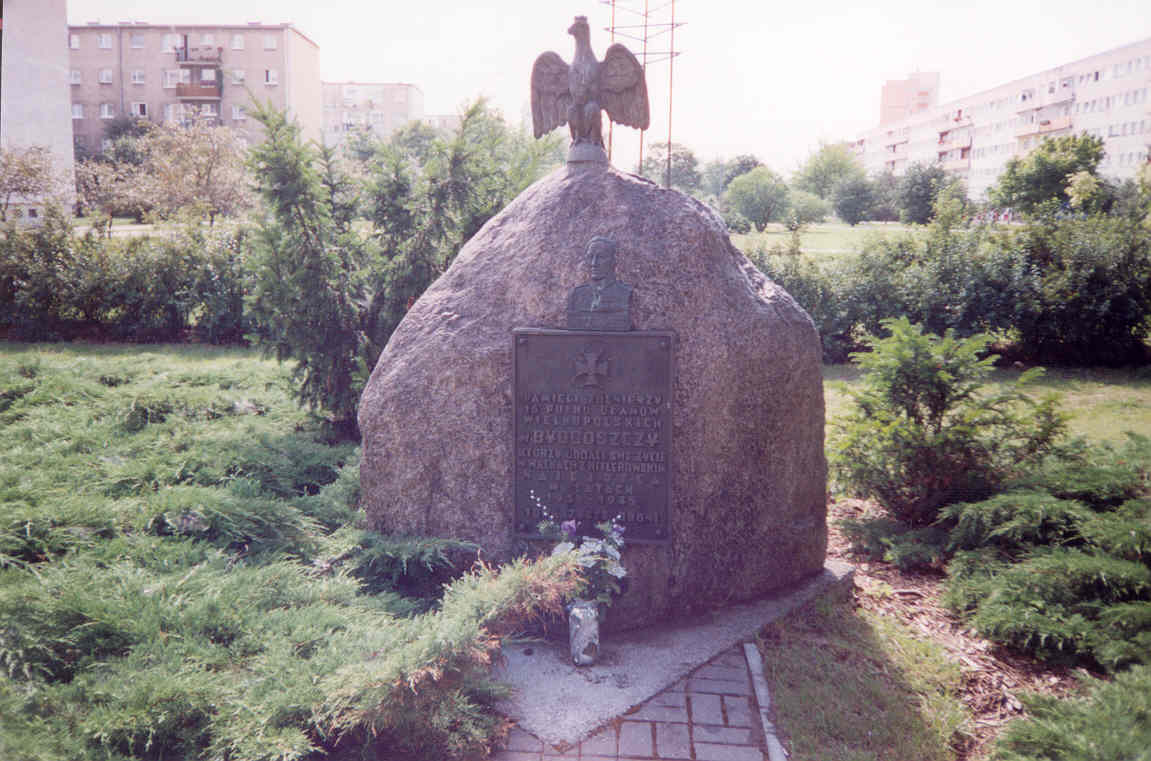
Pierwotny wygląd pomnika
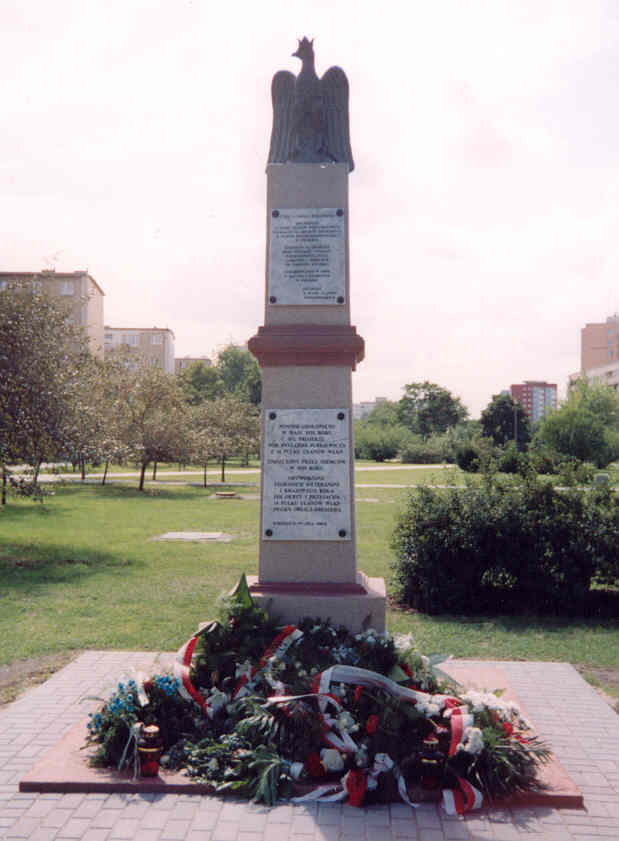
Odsłonięcie zrekonstruowanego pomnika (2005)